# Chasing Life
Chasing Life je americký televizní seriál, vysílaný televizní stanicí ABC Family od 10. června 2014 do 28. září 2015. Seriál je adaptací mexického televizního seriálu Terminales.
6. listopadu 2014 získal seriál druhou sérii. Původně měla mít premiéru 17. srpna 2015, ale přesunula se na 6. července. Seriál byl zrušen dne 2. října 2015.

## Příběh
Seriál sleduje 24letou April, která je chytrá, ambiciózní novinářka, která se snaží postupovat výše v kariérním žebříčku v redakci Bostonských novin. Zrovna, když začíná rozvíjet svůj vztah s kolegou Domincem dozvídá se od svého strýce děsivou zprávu: má rakovinu.

## Obsazení

### Hlavní role
- Italia Ricci jako April Carver
- Mary Page Keller jako Sara Carver
- Richard Brancatisano jako Dominic Russo
- Haley Ramm jako Brenna Carver
- Aisha Dee jako Beth Kingston
- Scott Michael Foster jako Leo Hendrie

### Vedlejší role
- Abhi Sinha jako Danny Gupta, April spolupracovník
- Steven Weber jako Dr. George Carver, strýc April a Brenny
- Rebecca Schull jako Emma, babička April a Brenny
- Augusto Aguilera jako Kieran, ex-přítel Brenny
- Vondie Curtis-Hall jako Lawrence, April šéf
- Dylan Gelula jako Ford, kamarádky Brenny
- Gracia Dzienny jako Greer, přítelkyně Brenny
- Shi Ne Nielson jako Raquel Avila
- Jessia Meraz jako Natalie Oritz, nevlastní sestry April a Brenny
- Todd Waring jako Bruce Hendrie, otec Lea
- Rob Kerkovich jako Graham
- Andy Mientus jako Jackson
- Tom Irwin jako Thomas Carver
- Laura Harring jako Olivia Ortiz
- Stephen Schneider jako Aaron
- Bob Gebert jako Dr. Stibler

## Vysílání
Chasing Life měl premiéru 10. června 2014. Speciální vánoční epizoda se vysílala 9. prosince 2014. Seriál se na obrazovky vrátil 19. ledna 2015. 6. listopadu 2014 získal seriál druhou sérii, která měla mít premiéru 17. srpna 2015, ale přesunula se na 6. července. Poslední díl byl odvysílán 28. září 2015.

### Mezinárodní vysílání
| Země      | Kanál          | Premiéra          | Titul        | Ref.  |
| --------- | -------------- | ----------------- | ------------ | ----- |
| USA       | ABC Family     | 10. června 2014   | Chasing Life | [ 5 ] |
| Kanada    | ABC Spark      | 10. června 2014   | Chasing Life | [ 6 ] |
| Německo   | Disney Channel | 13. ledna 2015    | Chasing Life | [ 7 ] |
| Austrálie | Fox8           | 21. července 2014 | Chasing Life |       |
| Turecko   | Dizimax Drama  | 22. října 2014    | Chasing Life | [ 8 ] |

## Ocenění a nominace
| Rok  | Ocenění             | Kategorie                              | Nominovaní           | Výsledek |
| ---- | ------------------- | -------------------------------------- | -------------------- | -------- |
| 2014 | Teen Choice Award   | objev roku: seriál                     | Chasing Life         | nominace |
| 2014 | Teen Choice Award   | objev roku: muž                        | Richard Brancatisano | nominace |
| 2014 | Teen Choice Award   | letní televizní hvězda: žena           | Italia Ricci         | nominace |
| 2015 | Teen Choice Award   | letní televizní seriál                 | Chasing Life         | nominace |
| 2015 | Teen Choice Award   | letní televizní hvězda: žena           | Italia Ricci         | nominace |
| 2015 | Golden Maple Awards | Nováček roku: TV seriál vysílaný v USA | Italia Ricci         | nominace |